# مارک زاخارف
مارک آناتولیویچ زاخارُف (روسی: Марк Анатольевич Захаров؛ ‏ ۱۳ اکتبر ۱۹۳۳ – ۲۸ سپتامبر ۲۰۱۹) بازیگر، کارگردان فیلم و تئاتر، فیلم‌نامه‌نویس و نمایشنامه‌نویس اهل روسیه بود. زاخارُف از سال ۱۹۷۳ تا زمان مرگش مدیر هنری تئاتر لنکوم بود. او تیمی از بازیگران برجسته را گرد هم آورد و تئاتر لنکوم را به عنوان یکی از تئاترهای پیشرو شوروی دوباره بر سر زبان‌ها انداخت.
از فیلم‌ها یا مجموعه‌های تلویزیونی که وی در آن‌ها نقش داشته‌است، می‌توان به زندانی شتو دیف اشاره نمود.
وی همچنین برندهٔ جوایزی همچون نقاب زرین، جایزه هنرمند مردمی اتحاد جماهیر شوروی، قهرمان کار فدراسیون روسیه، هنرمند مردمی جمهوری شوروی فدراتیو سوسیالیستی روسیه و جایزه دولتی اتحاد شوروی شده‌است و سیارک ۵۳۵۹ به نام او نامگذاری شده‌است.